# Alstahaug
Gmina Alstahaug (norw. Alstahaug kommune) – norweska gmina leżąca w regionie Nordland. Jej siedzibą jest miasto Sandnessjøen.
Alstahaug jest 325. norweską gminą pod względem powierzchni.

## Demografia
Według danych z roku 2005 gminę zamieszkuje 7398 osób. Gęstość zaludnienia wynosi 34,41 os./km². Pod względem zaludnienia Alstahaug zajmuje 134. miejsce wśród norweskich gmin.
| ludność stan na 1 stycznia 2005 |         |           |       |
|                                 | kobiety | mężczyźni | razem |
| osób                            | 3691    | 3707      | 7398  |
| %                               | 49,89%  | 50,11%    | 100%  |

| wykształcenie stan na 1 października 2004 |            |         |        |          |
|                                           | podstawowe | średnie | wyższe | nieznane |
| osób                                      | 1250       | 3279    | 1112   | 145      |
| %                                         | 21,6%      | 56,67%  | 19,22% | 2,51%    |

## Edukacja
Według danych z 1 października 2004:
- liczba szkół podstawowych (norw. grunnskolar): 9
- liczba uczniów szkół podst.: 1119

## Władze gminy
Według danych na rok 2011 administratorem gminy (norw. rådmann) jest Børge Toft, natomiast burmistrzem (norw. ordfører, d. borgermester) jest Stig Sørra.